# Rozmyślania dominikańskie
Rozmyślania dominikańskie – prozaiczny anonimowy utwór o charakterze pasyjnym, powstały i zapisany w języku polskim w okresie późnego średniowiecza.

## Treść
Rozmyślania opowiadają o cielesnej męce Jezusa, ale także o duchowym cierpieniu Matki Boskiej. Tekst zawiera bardzo wiele szczegółowo, realistycznie i plastycznie opisanych okrucieństw, mających poruszyć wyobraźnię i emocję u odbiorcy. Pasja Chrystusa została poszerzona o apokryficzne, szczególnie pochodzenia ludowego, niekanoniczne detale.
Tekst jest prawdopodobnie kompilacją różnych łacińskich pierwowzorów, a być może także polskich tekstów pasyjnych.

## Tekst i autorstwo
Kodeks napisany został piętnastowiecznym duktem na 122 pergaminowych kartach. Zawiera dużo braków i uszkodzeń. Obok tekstu występuje bogaty materiał ilustracyjny – kunsztowne miniatury. Wiadomo, że pierwszy i główny autor spisał Rozmyślania... przed 1532 rokiem, bowiem 4 listopada 1532 roku drugi autor (również anonimowy) zmył pierwszą i ostatnią kartę kodeksu, wpisał własną przedmowę oraz dokonał licznych poprawek w tekście – głównie językowych, np. dotyczących sposobu zapisu konkretnych słów.
Na podstawie analizy języka badacze stwierdzili, że pierwszy autor pochodził z okolic Sieradza, ponieważ w jego tekście zachowały się dialektyzmy Małopolski i Mazowsza, a nawet Wielkopolski; z kolei drugi autor mazurzył. Poza autorami I i II drobniejszych poprawek w późniejszych latach dokonywało wiele innych, również anonimowych osób.

## Iluminacja książki
Kodeks zawiera 117 całostronicowych miniatur, a także jedną całostronicową kompozycję heraldyczną oraz 116 inicjałów w incipitach. Miniatury nie pełnią funkcji ozdobnej, ale są istotnym dopełnieniem tekstu. Autorzy miniatur także pozostają anonimowi, stwierdzono jednakże, że były to dwie osoby. Pierwszy, będący pod wpływem twórczości Albrechta Dürera, stworzył 33 miniatury. Drugi, którego styl pokrywa się ze stylem książek drukowanych w Krakowie na początku XVI wieku, jest autorem 84 miniatur.

## Losy kodeksu
Kodeks powstał w Kościele Dominikanów w Krakowie (obecnie Bazylika Świętej Trójcy). W XVI wieku należał do rodziny Wolskich herbu Belina, w 1600 do S. Wolskiego, w XVII wieku do Sebastiana Burskiego, następnie do ks. Alberta Jaroszewskiego, który w 1721 roku przekazał go karmelitankom. Obecnie przechowywany jest w Bibliotece Klasztoru Karmelitanek Bosych w Krakowie (sygn. 287).
Pierwszymi wydawcami Rozmyślań byli Karol Górski i Władysław Kuraszkiewicz (Wrocław 1965 r.).